# بورا كوستيتش
بورا كوستيتش (14 يونيو 1930 - 10 يناير 2011)، لاعب كرة قدم صربي. لعب مع منتخب يوغسلافيا لكرة القدم.

## وصلات خارجية
- بورا كوستيتش على موقع الاتحاد الأوربي (الإنجليزية)
- بورا كوستيتش على موقع قاعدة بيانات كرة القدم.إي يو (الإنجليزية)
- بورا كوستيتش على موقع ناشيونال فوتبول تيمز (الإنجليزية)
- بورا كوستيتش على موقع عالم كرة القدم.نت (الإنجليزية)
- بورا كوستيتش على موقع أوليمبيديا (الإنجليزية)